# Etiennea carpenteri
Etiennea carpenteri är en insektsart som först beskrevs av Robert Newstead 1917.  Etiennea carpenteri ingår i släktet Etiennea och familjen skålsköldlöss.
Artens utbredningsområde är Uganda. Inga underarter finns listade i Catalogue of Life.